# Крояци
Крояци е бивше село в област Кърджали.
Турското име на селото е Терзи кьой. Било е населявано предимно от помаци. Разполагало е с джамия. Към 1934 г. попада в землището на община Дарец.
През 1957 г. цялата община Дарец, включително и село Крояци, е изселена във връзка с построяването на язовир Студен кладенец. В днешно време, близо до някогашното село на брега на язовира е изградена ловна хижа.
| Година  | Брой жители |
| ------- | ----------- |
| 1926 г. | 703 души    |
| 1934 г. | 687 души    |
| 1946 г. | 747 души    |
| 1956 г. | 114 души    |